# Георги Вълчанов
Георги Вълчанов е опълченец от 1-ва опълченска дружина и преводач на руската армия по време на Руско-турската освободителна война.
Роден е в Плоещ, Румъния, в семейство на български емигранти. Няма точни данни за неговите родители.
След Освобождението на България Георги Вълчанов е бил назначен за председател на окръжния съвет на Провадия. Като такъв той по право участва в заседанията на Учредителното събрание в Търново през 1879 г. Бил е и кмет на Провадия.
Избран, но касиран за II ОНС пез 1880 г. Още преди 1881 г. влиза в масонската ложа.
Изявен консерватор и привърженик на режима на пълномощията. Участва в изборите за II ВНС, които консерваторите убедително печелят с цената на много нарушения. Избран за депутат във II ВНС от Ловешки окръг.
Разградски окръжен управител в периода юли 1881 – февруари 1882. От 1882 г. до 1883 г. е Софийски окръжен управител.